# Новосеменівська сільська рада
Новосеме́нівська сільська́ ра́да — адміністративно-територіальна одиниця та орган місцевого самоврядування в Іванівському районі Херсонської області. Адміністративний центр — село Новосеменівка.

## Загальні відомості
- Територія ради: 43,396 км²
- Населення ради: 603 особи (станом на 2001 рік)

## Населені пункти
Сільській раді підпорядковані населені пункти:
- с. Новосеменівка
- с. Мартівка

## Склад ради
Рада складається з 14 депутатів та голови.
- Голова ради: Поліщук Іван Максимович
- Секретар ради: Чайка Світлана Дмитрівна

### Керівний склад попередніх скликань
| Прізвище, ім'я, по батькові | Основні відомості                                                 | Дата обрання | Дата звільнення |
| --------------------------- | ----------------------------------------------------------------- | ------------ | --------------- |
| Поліщук Іван Максимович     | Сільський голова, 1959 року народження, освіта вища, безпартійний | 26.03.2006   | 31.10.2010      |
| Поліщук Іван Максимович     | Сільський голова, 1959 року народження, освіта вища, безпартійний | 31.10.2010   |                 |

Примітка: таблиця складена за даними сайту Верховної Ради України

### Депутати
За результатами місцевих виборів 2010 року депутатами ради стали:

#### За суб'єктами висування
| Суб'єкт висування | Кількість обраних депутатів | %    |
| ----------------- | --------------------------- | ---- |
| Партія регіонів   | 12                          | 85,7 |
| Самовисування     | 2                           | 14,3 |

#### За округами
| № округу        | Прізвище, ім'я, по батькові      | Дата визнання обраним | Освіта  | Партійна приналежність | Відомості про обраного депутата                                                            |
| --------------- | -------------------------------- | --------------------- | ------- | ---------------------- | ------------------------------------------------------------------------------------------ |
| Партія регіонів |                                  |                       |         |                        |                                                                                            |
| 2               | Макаєва Руслана Петрівна         | 03.11.2010            | вища    | член Партії регіонів   | Новосеменівська загальноосвітня школа І-ІІІ ст., завуч із виховної роботи                  |
| 3               | Овчаров Валерій Миколайович      | 03.11.2010            | середня | член Партії регіонів   | Сільськогосподарський виробничий кооператив"Новосеменівське", інженер гідротехнік          |
| 4               | Гончарук Володимир Анатолійович  | 03.11.2010            | середня | позапартійний          | Сільськогосподарський виробничий кооператив"Новосеменівське", тракторист                   |
| 6               | Бичкова Тетяна Іванівна          | 03.11.2010            | вища    | позапартійна           | Новосеменівська сільська рада, спеціаліст із земельних питань                              |
| 7               | Грибкова Валентина Федорівна     | 03.11.2010            | вища    | позапартійна           | Новосеменівська сільська рада, головний бухгалтер                                          |
| 8               | Чванкова Ганна Валентинівна      | 03.11.2010            | середня | позапартійна           | Новосеменівська сільська рада, секретар                                                    |
| 9               | Манолі Уляна Андріївна           | 03.11.2010            | вища    | член Партії регіонів   | Новосеменівський сільський будинок культури, директор                                      |
| 10              | Вернедубенко Юрій Олександрович  | 03.11.2010            | середня | позапартійний          | Сільськогосподарський виробничий кооператив"Новосеменівське", бригадир тракторної бригади  |
| 11              | Чайка Світлана Дмитрівна         | 03.11.2010            | середня | позапартійна           | Іванівський районний територіальний центр соціального обслуговування, соціальний працівник |
| 12              | Коротенко Микола Іванович        | 03.11.2010            | середня | позапартійний          | пенсіонер                                                                                  |
| 13              | Бабешко Сергій Юхимович          | 03.11.2010            | середня | позапартійний          | Новосеменівський дитячий садок, охоронець                                                  |
| 14              | Солодовнік Любов Вікторівна      | 03.11.2010            | вища    | член Партії регіонів   | Новосеменівський дитячий садок, завідувачка                                                |
| Самовисування   |                                  |                       |         |                        |                                                                                            |
| 1               | Матюшина Олена Леонтіївна        | 03.11.2010            | вища    | позапартійна           | Новосеменівська сільська бібліотека, завідувачка                                           |
| 5               | Петраковський Володимир Іванович | 03.11.2010            | середня | позапартійний          | Сільськогосподарський виробничий кооператив"Новосеменівське", охоронець                    |

## Населення
Згідно з переписом УРСР 1989 року чисельність наявного населення сільської ради становила 704 особи, з яких 328 чоловіків та 376 жінок.
За переписом населення України 2001 року в сільській раді мешкало 595 осіб.

### Мова
Розподіл населення за рідною мовою за даними перепису 2001 року:
| Мова       | Відсоток |
| ---------- | -------- |
| українська | 88,23 %  |
| російська  | 7,46 %   |
| молдовська | 2,32 %   |
| циганська  | 1,82 %   |
| білоруська | 0,17 %   |